# Тулия Старша
Тулия Старша (на латински: Tullia maior) е по-старата дъщеря на шестия легендарен римски цар Сервий Тулий. Баща ѝ е сабин, майка ѝ е дъщеря на първия легендарен етруски цар на Рим, Луций Тарквиний Приск.
Според легендата Тулия Старша е тъмна личност от времето на Римското царство, темпераментна, жадна за власт. Вероятно тя убива първия си съпруг, защото не го счита за подходящ за нейните цели. Вероятно убива с втория си по-късен съпруг, Луций Тарквиний Суперб, нейната сестра Тулия Младша, която е била съпруга на Суперб.
Тулия Старша решава да отстрани баща си, когато той издава нов закон, с който задължава и богатите аристократи на етруските и патрициите да плащат на царството. Аристократите начело с Тулия се възмущават, а съпругът ѝ Тарквиний го блъска. Раненият цар бяга по улицата към къщата си, а дъщеря му, според легендата, минава през него с колесницата си няколко пъти. Тази улица после е наречена via scelerata („улица, опетнена с престъпление“).
По-късно роднините ѝ я смъкват от престола, когато синът ѝ Секст изнасилва благородничката Лукреция. Така залязва монархията на Тарквиниите.